# Lita Roza
Lita Roza (14 de marzo de 1926 – 14 de agosto de 2008) fue una cantante británica. Su éxito de 1953 "(How Much Is) That Doggie in the Window?" dio a Roza el privilegio de ser la primera cantante británica en llegar al número 1 de la lista UK Singles Chart.

## Biografía
Su verdadero nombre era Lilian Patricia Lita Roza, y nació en Liverpool, Inglaterra. Era la mayor de siete hermanos, y empezó a trabajar a temprana edad para ayudar económicamente a la familia. Su padre, de origen español, era un acordeonista aficionado que también tocaba el piano en varios nightclubs de Liverpool.
A los 12 años leyó un anuncio en un periódico según el cual se buscaban bailarinas adolescentes, para lo que había que pasar una prueba, que Roza superó. A esa edad se inició en el teatro en un espectáculo de pantomima y, a los quince años, trabajaba con el comediante Ted Ray.
Con 16 años, coincidiendo con los bombardeos Nazis sobre Liverpool, contestó a un anuncio en el que buscaban a una cantante para actuar en el "New Yorker", un club de Southport, Lancashire. Consiguió el trabajo, y poco después empezó a trabajar en Londres con la orquesta de Harry Roy, siendo ésta la primera de las diferentes bandas, entre ellas la de Edmundo Ros, con la que actuó Roza.
Cuando tenía 18 años todavía era peligroso trabajar en Londres como consecuencia de la Guerra, por lo que decidió retirarse del mundo del espectáculo y casarse con un estadounidense, yendo a vivir a Miami, Florida.
Sin embargo el matrimonio no duró y, poco después de la Segunda Guerra Mundial, Roza volvió al Reino Unido. En 1950 se convirtió en la primera cantante de la banda de Ted Heath, y en 1954 había conseguido suficiente fama como para dejar el grupo e iniciar una carrera en solitario.
Para Roza, el tema "(How Much Is) That Doggie in the Window?", versión del original de Patti Page, fue el mejor momento de su carrera, siendo la canción producida por Dick Rowe. Sin embargo, a Roza no le gustaba la canción, por lo que nunca la interpretó en los escenarios. Posteriores versiones de otros temas, como "Hey There" y "Jimmy Unknown", también fueron éxitos, aunque de menor entidad, mediada la década de 1950.
En 1956 Roza se casó con el trompetista Ronnie Hughes.
Durante el resto de los años cincuenta Roza fue una de las principales artistas discográficas, aunque sus siguientes trabajos nunca llegaron a alcanzar la magia conseguida trabajando con Ted Heath.
Entre 1951 y 1955 fue votada en encuestas de NME como la 'Principal Cantante Británica', y los lectores de Melody Maker la consideraron también la mejor cantante de banda de música en encuestas llevadas a cabo en 1951 y 1952.
Roza también participó en tres eliminatorias para seleccionar al representante británico en los Festivales de Eurovisión de 1957, 1959 y 1960.
El 28 de noviembre de 2002 Roza dio su última actuación pública, en Liverpool, en Radio Merseyside, y en 2007 salió a la venta un disco suyo con 22 temas, The Best Of Lita Roza.
Lita Roza falleció en su domicilio de Londres, Inglaterra, el 14 de agosto de 2008. Tenía 82 años de edad.

## Discografía

### Singles
- 1951 "Allentown Jail" / "I Wish I Knew"
- 1951 "I'm Gonna Wash that Man Right Outta My Hair" / "(I'm in Love with) a Wonderful Guy"
- 1952 "Oakie Boogie" / "Raminay"
- 1953 "(How Much Is) That Doggie in the Window?" / "Tell Me We'll Meet Again" – N.º 1 en Reino Unido
- 1953 "Seven Lonely Days" / "No-one Will Ever Know"
- 1953 "Crazy Man, Crazy" / "Oo! What You Do To Me"
- 1954 "Changing Partners" / "Just A Dream Or Two Ago"
- 1954 "Make Love To Me" / "Bell Bottom Blues"
- 1954 "Secret Love" / "Young at Heart"
- 1954 "Skinnie Minnie (Fishtail)" / "My Kid Brother"
- 1954 "Call Off the Wedding" /  "The 'Mama Doll' Song"
- 1955 "Heartbeat" / "Leave Me Alone"
- 1955 "Let Me Go, Lover!" / "Make Yourself Comfortable"
- 1955 "Tomorrow" / "Foolishly"
- 1955 "Two Hearts, Two Kisses (Make One Love)" / "Keep Me in Mind"
- 1955 "The Man In The Raincoat" / "Today and Ev'ry Day"
- 1955 "Hey There" / "Hernando's Hideaway" - N.º 17 en Reino Unido
- 1956 "Jimmy Unknown" / "The Rose Tattoo" – N.º 15 en Reino Unido
- 1956 "Too Young To Go Steady" / "You're Not Alone"
- 1956 "No Time For Tears" / "But Love Me (Love But Me)"
- 1956 "Innismore" / "The Last Waltz"
- 1956 "Hey! Jealous Lover" / "Julie"
- 1957 "Lucky Lips" / "Tears Don't Care Who Cries Them"
- 1957 "Tonight My Heart She Is Crying" / "Five Oranges Four Apples"
- 1957 "I Need You" / "You've Changed"
- 1958 "Pretend You Don't See Him" / "Ha-Ha-Ha!"
- 1958 "I Need Somebody" / "You're The Greatest"
- 1958 "I Could Have Danced All Night" / "The Wonderful Season Of Love"
- 1958 "Sorry, Sorry, Sorry" / "Hillside in Scotland"
- 1958 "Nel Blu Dipinto Di Blu (Volare)" / "It's A Boy"
- 1959 "This Is My Town" / "Oh Dear What Can The Matter Be"
- 1959 "Allentown Jail" / "Once In A While"
- 1959 "Let It Rain Let It Rain" / " Maybe You'll Be There"
- 1965 "What Am I Supposed To Do" / "Where Do I Go From Here"
- 1965 "Keep Watch Over Him" / "Stranger Things Have Happened"

### EP
- 1956 Lita Roza
- 1957 Lita Roza No.2
- 1958 Between The Devil And The Deep Blue Sea

### Álbumes
- 1955 Listening in the After-hours
- 1956 Love is the Answer

### Producción registrada
Además de los discos reseñados más arriba, entre las grabaciones de Roza se incluyen versiones de canciones como "Why Don't You Believe Me?", "Smile", "That Old Black Magic", "Have You Heard?", "Come What May", "That Old Feeling", "Too Marvelous for Words" y "The Mama Doll Song".